# Jewgeni Alexandrowitsch Garanitschew
Jewgeni Alexandrowitsch Garanitschew (russisch Евгений Александрович Гараничев; * 13. Februar 1988 in Nowoiljinski, Region Perm) ist ein ehemaliger russischer Biathlet, der zu Beginn seiner Karriere Erfolge als Skilangläufer feierte.
Garanitschew wurde 2008 Juniorenweltmeister mit der russischen Skilanglaufstaffel und wechselte im gleichen Jahr zum Biathlon. 2011 debütierte er im Biathlon-Weltcup und siegte dort 2012 zum ersten Mal in einem Einzelrennen. In den folgenden Jahren platzierte er sich in mehreren Wettkämpfen unter den ersten Drei und gewann bei den Olympischen Winterspielen in Sotschi die Bronzemedaille im 20-Kilometer-Einzelrennen. 2016 und 2017 wurde er dreifacher Europameister. Er beendete seine Laufbahn nach der Saison 2023/24.

## Sportliche Laufbahn

### Anfänge als Skilangläufer und erste Erfolge im Biathlon-Weltcup (bis 2012)
Garanitschew wuchs in der Oblast Perm auf und begann seine Laufbahn als Skilangläufer. Als solcher bestritt er mehrere FIS-Rennen und nahm sowohl 2007 in Tarvis als auch 2008 in Mals an den Nordischen Juniorenweltmeisterschaften teil. 2007 gewann er als dritter Läufer der 4-mal-5-Kilometer-Staffel die Silbermedaille. Im folgenden Jahr wurde er Neunter im 20-Kilometer-Rennen im freien Stil und gewann mit der Staffel – an der Seite von Andrej Feller, Pjotr Sedow und Raul Schakirsjanow – die Goldmedaille. Auf Anraten des russischen Biathlon-Cheftrainers Wladimir Alikin wechselte Garanitschew 2008 mit 20 Jahren vom Speziallanglauf zum Biathlon und zog wegen der dort besseren Trainingsbedingungen in das sibirische Tjumen.
Seinen ersten internationalen Erfolg als Biathlet feierte Garanitschew mit dem Gewinn der Bronzemedaille im Sprint auf Skirollern bei den Juniorenwettkämpfen der Sommerbiathlon-Weltmeisterschaften 2009 in Oberhof. Mit guten Ergebnissen in nationalen Wettkämpfen (unter anderem einer Bronzemedaille bei den Russischen Meisterschaften 2010) qualifizierte er sich für den IBU-Cup. In der zweithöchsten internationalen Biathlon-Rennserie entschied er im Januar 2011 zwei Wettbewerbe für sich: Im Sprint von Nové Město platzierte er sich nach einem Rennen ohne Schießfehler vor dem Deutschen Toni Lang, eine Woche später schlug er in Altenberg seinen Mannschaftskollegen Wiktor Wassiljew in der Verfolgung. Im gleichen Monat debütierte Garanitschew im Biathlon-Weltcup und lief in Antholz als 13. des Sprints in seinem ersten Weltcuprennen in die Punkteränge, zudem kam er mit der russischen Staffel auf den vierten Rang. Im weiteren Saisonverlauf gewann er bei der Winter-Universiade 2011 drei Medaillen, darunter Silber mit der Mixed-Staffel und Bronze im Sprint sowie in der Verfolgung.
In der Saison 2011/12 trat Garanitschew überwiegend im Weltcup an. Als drittbester Russe platzierte er sich im Gesamtklassement auf dem zwölften Rang und erreichte in neun Einzelrennen die vorderen zehn Plätze. Seine erfolgreichsten Rennen des Winters bestritt Garanitschew im Februar 2012 am Holmenkollen in Oslo, wo er den Sprint mit 0,7 Sekunden Vorsprung auf Arnd Peiffer für sich entschied und in der Verfolgung sowie im Massenstart jeweils Dritter wurde. Bei den Weltmeisterschaften in Ruhpolding erzielte er als bestes Einzelergebnis einen neunten Rang im Massenstart. Als dritter Läufer der russischen WM-Staffel übernahm Garanitschew das Rennen in der Führungsgruppe, schoss als einziger Sportler seines Teams eine Strafrunde und verlor insgesamt eine Minute auf die Spitze. Die Staffel belegte am Ende den sechsten Rang.

### Etablierung in der erweiterten Weltspitze (2012 bis 2016)
Von 2012 bis 2016 stand Garanitschew in jeder Saison mindestens einmal unter den besten Drei eines Weltcuprennens, entschied aber keinen weiteren Einzelwettkampf für sich. Im Gesamtklassement erreichte er zweimal – 2014/15 und 2015/16 – den siebten Rang und war damit jeweils hinter Anton Schipulin der zweitstärkste russische Biathlet. Garanitschew gewann zwar keine Medaille bei Weltmeisterschaften, wurde aber dafür bei den Olympischen Winterspielen 2014 in Sotschi Dritter im 20-Kilometer-Einzelrennen. Er schoss in diesem Wettkampf einen Fehler und hatte am Ende 34,5 Sekunden Rückstand auf den siegreichen Franzosen Martin Fourcade. Für die russischen Biathleten war Garanitschews Bronze die erste Medaille bei den Winterspielen vor heimischem Publikum und blieb die einzige Medaille in einem Einzelwettkampf. Im Januar 2015 verpasste Garanitschew einen Weltcupsieg in der Verfolgung von Antholz um lediglich eine Sekunde: Von Position zwei ins Rennen gegangen führte er den Wettkampf lange Zeit an. Auf der Schlussrunde lief er gemeinsam mit Simon Schempp, Simon Eder und Ole Einar Bjørndalen und wurde von Schempp und Eder im Zielsprint geschlagen.
In Staffelrennen war Garanitschews Bilanz gemischt. Zwar entschied er mit dem russischen Team – in dem er regelmäßig an einer der vorderen Positionen lief – zwischen 2013 und 2016 fünf Weltcuprennen für sich. Bei Weltmeisterschaften blieb er aber auch in der Mannschaft ohne Medaille. Regelmäßig verhinderten dabei Schießfehler Garanitschews bessere Platzierungen: Sowohl 2013 als auch 2015 und 2016 schoss er als einziger Athlet aus dem russischen Quartett Strafrunden. Auch bei der olympischen Mixed-Staffel 2014 zeigte Garanitschew von allen russischen Startern die schwächste Schießleistung und wurde daraufhin in der Männerstaffel (die Gold gewann) durch Alexei Wolkow ersetzt.

### Medaillen bei Europameisterschaften (2016 bis 2021)
Bei den Heim-Europameisterschaften 2016 in Tjumen gewann Garanitschew die Goldmedaille im Sprint und mit der Mixed-Staffel (zusammen mit Anastassija Sagoruiko, Olga Jakuschowa und Matwei Jelissejew) sowie die Silbermedaille in der Verfolgung. Auch in den folgenden beiden Jahren nahm er erfolgreich an den Europameisterschaften teil: 2017 lief er in Duszniki-Zdrój mit Darja Wirolainen zu Gold in der Single-Mixed-Staffel und außerdem zu Silber in der Verfolgung; 2018 holte er in Ridnaun Silber in der Mixed-Staffel und Bronze in der Verfolgung. Gleichzeitig blieb Garanitschew fester Bestandteil des russischen Weltcupteams, in dem er nach dem Rücktritt Anton Schipulins 2018 zum dienstältesten Athleten wurde. In den Saisons von 2016 bis 2021 war ein dritter Rang beim Massenstart von Nové Město im Dezember 2018 Garanitschews einziges Podiumsergebnis in einem Einzel-Weltcuprennen. In den jeweiligen Weltcupgesamtwertungen belegte er Positionen zwischen dem 15. und dem 32. Platz. Mit der Staffel gewann er im Januar 2019 in Oberhof ein weiteres Weltcuprennen und blieb dabei ohne Schießfehler.
Wie der Großteil der russischen Biathlonmannschaft erhielt Garanitschew vom Internationalen Olympischen Komitee als Folge des Skandals um Staatsdoping keine Zulassung für die Olympischen Winterspiele 2018. Im Weltcup konnten er und seine Mannschaftskollegen weiterhin ohne Einschränkungen starten.

### Letzte Jahre der aktiven Laufbahn (2021 bis 2024)
Nach zehn aufeinanderfolgenden Jahren im Nationalkader fiel Garanitschew im Winter 2021/22 aus der ersten Mannschaft Russlands heraus: Zum Saisonauftakt belegte er im Weltcupsprint von Östersund den 113. Rang und verpasste auch bei den folgenden Einsätzen im IBU-Cup Ergebnisse unter den ersten Zehn. Anschließend wurde er bis zum Saisonende nicht mehr für internationale Wettkämpfe nominiert.
Als Folge des russischen Überfalls auf die Ukraine im Februar 2022 wurden russische Biathleten von Wettkämpfen der Internationalen Biathlon-Union ausgeschlossen. Garanitschew trat deswegen in den Saisons zwischen 2022 und 2024 im russischen Pokal sowie im Commonwealth Cup gegen russische und belarussische Konkurrenten an. Vereinzelt erreichte er dabei vordere Ergebnisse, darunter einen zweiten Rang im Januar 2023 bei einem Pokal-Massenstart in Rybinsk. Im März 2024 kündigte er für das Saisonende den Rücktritt vom aktiven Sport an und erklärte, er habe drei Jahre mit den Spätfolgen einer COVID-19-Infektion zu kämpfen gehabt. Seine letzten Wettkämpfe bestritt er bei den russischen Meisterschaften, wo er in Tjumen zwei Siege einfuhr: Mit Wiktorija Sliwko gewann er (wie schon 2023) die Single-Mixed-Staffel, außerdem überquerte er als Schlussläufer der Staffel der Oblast Tjumen als Erster die Ziellinie.

## Persönliches
Garanitschew heiratete 2013 seine langjährige Freundin und ist Vater zweier Söhne (* 2016; * 2018).

## Wettkampfbilanz

### Weltcupsiege
Alle Siege bei Biathlon-Weltcups, getrennt aufgelistet nach Einzel- und Staffelrennen. Durch Anklicken des Symbols im Tabellenkopf sind die Spalten sortierbar.
| Nr. | Datum        | Ort  | Disziplin |
| --- | ------------ | ---- | --------- |
| 1.  | 2. Feb. 2012 | Oslo | Sprint    |

| Nr. | Datum         | Ort        | Disziplin |
| --- | ------------- | ---------- | --------- |
| 1.  | 4. Jan. 2013  | Oberhof    | Staffel 1 |
| 2.  | 8. Jan. 2015  | Oberhof    | Staffel 2 |
| 3.  | 15. Feb. 2015 | Oslo       | Staffel 3 |
| 4.  | 13. Dez. 2015 | Hochfilzen | Staffel 1 |
| 5.  | 24. Jan. 2016 | Antholz    | Staffel 3 |
| 6.  | 13. Jan. 2019 | Oberhof    | Staffel 4 |

### Weltcupplatzierungen
Die Tabelle zeigt alle Platzierungen (je nach Austragungsjahr einschließlich Olympische Spiele und Weltmeisterschaften).
- 1.–3. Platz: Anzahl der Podiumsplatzierungen
- Top 10: Anzahl der Platzierungen unter den ersten zehn (einschließlich Podium)
- Punkteränge: Anzahl der Platzierungen innerhalb der Punkteränge (einschließlich Podium und Top 10)
- Starts: Anzahl gelaufener Rennen in der jeweiligen Disziplin
- Staffel: inklusive Mixed- und Single-Mixed-Staffeln

| Platzierung         | Einzel | Sprint | Verfolgung | Massenstart | Staffel | Gesamt |
| ------------------- | ------ | ------ | ---------- | ----------- | ------- | ------ |
| 1. Platz            |        | 1      |            |             | 6       | 7      |
| 2. Platz            | 1      | 4      | 1          |             | 3       | 9      |
| 3. Platz            |        | 1      | 3          | 3           | 3       | 10     |
| Top 10              | 5      | 18     | 18         | 11          | 30      | 82     |
| Punkteränge         | 22     | 65     | 63         | 33          | 30      | 213    |
| Starts              | 26     | 84     | 67         | 33          | 32      | 242    |
| Stand: Karriereende |        |        |            |             |         |        |

### Biathlon-Weltmeisterschaften
Ergebnisse bei Weltmeisterschaften:
| Weltmeisterschaft | Weltmeisterschaft | Einzelwettbewerbe | Einzelwettbewerbe | Einzelwettbewerbe | Einzelwettbewerbe | Staffelwettbewerbe | Staffelwettbewerbe | Staffelwettbewerbe   |
| Jahr              | Ort               | Sprint            | Verfolgung        | Einzel            | Massenstart       | Herrenstaffel      | Mixedstaffel       | Single-Mixed-Staffel |
| ----------------- | ----------------- | ----------------- | ----------------- | ----------------- | ----------------- | ------------------ | ------------------ | -------------------- |
| 2012              | Ruhpolding        | 12.               | 14.               | –                 | 9                 | 6.                 | –                  |                      |
| 2013              | Nové Město        | 19.               | 28.               | –                 | 25.               | 4.                 | –                  |                      |
| 2015              | Kontiolahti       | 6.                | 22.               | 35.               | 11.               | 4.                 | –                  |                      |
| 2016              | Oslo              | 6.                | 11.               | 8.                | 23.               | 6.                 | 7.                 |                      |
| 2017              | Hochfilzen        | 10.               | 20.               | 20.               | 11.               | –                  | –                  |                      |
| 2019              | Östersund         | 19.               | 9.                | 7.                | 16.               | –                  | –                  | –                    |
| 2020              | Antholz           | 56.               | 34.               | 14.               | –                 | 4.                 | –                  | –                    |
| 2021              | Pokljuka          | –                 | –                 | 16.               | –                 | –                  | –                  | –                    |

### Olympische Winterspiele
Ergebnisse bei Olympischen Winterspielen:
|                                         | Einzelwettbewerbe | Einzelwettbewerbe | Einzelwettbewerbe | Einzelwettbewerbe | Staffelwettbewerbe | Staffelwettbewerbe |
| Sprint                                  | Verfolgung        | Einzel            | Massenstart       | Männerstaffel     | Mixedstaffel       |                    |
| --------------------------------------- | ----------------- | ----------------- | ----------------- | ----------------- | ------------------ | ------------------ |
| Olympische Winterspiele 2014 \| Sotschi | 27.               | 15.               | 3.                | 5.                | –                  | DSQ                |